# Osowiec (sielsowiet Czyść)
Osowiec – dawna osada. Tereny, na których była położona leżą obecnie na Białorusi, w obwodzie mińskim, w rejonie mołodeckim, w sielsowiecie Kraśne.

## Historia
W czasach zaborów dwa folwark w gminie Krasnesioło, w powiecie wilejskim, w guberni wileńskiej Imperium Rosyjskiego. W 1865 roku jeden liczył 5 mieszkańców w 1 domu, własność Wysockiego. Drugi należał do Okołowa, liczył 5 mieszkańców w 1 domu.
W latach 1921–1945 folwark a następnie osada leżała w Polsce, w województwie wileńskim, w powiecie wilejskim, od 1927 roku w powiecie mołodeczańskim, w gminie Kraśne.
Według Powszechnego Spisu Ludności z 1921 roku zamieszkiwało tu 5 osób, wszystkie były wyznania prawosławnego i zadeklarowały białoruską przynależność narodową. Był tu 1 budynek mieszkalny. W 1931 w 7 domach zamieszkiwało 39 osób.
Wierni należeli do parafii rzymskokatolickiej i prawosławnej w Kraśnem. Miejscowość podlegała pod Sąd Grodzki w Kraśnem i Okręgowy w Wilnie; właściwy urząd pocztowy mieścił się w Kraśnem.
W wyniku napaści ZSRR na Polskę we wrześniu 1939 miejscowość znalazła się pod okupacją sowiecką. 2 listopada została włączona do Białoruskiej SRR. Od czerwca 1941 roku pod okupacją niemiecką. W 1944 miejscowość została ponownie zajęta przez wojska sowieckie i włączona do Białoruskiej SRR.